# Spinete

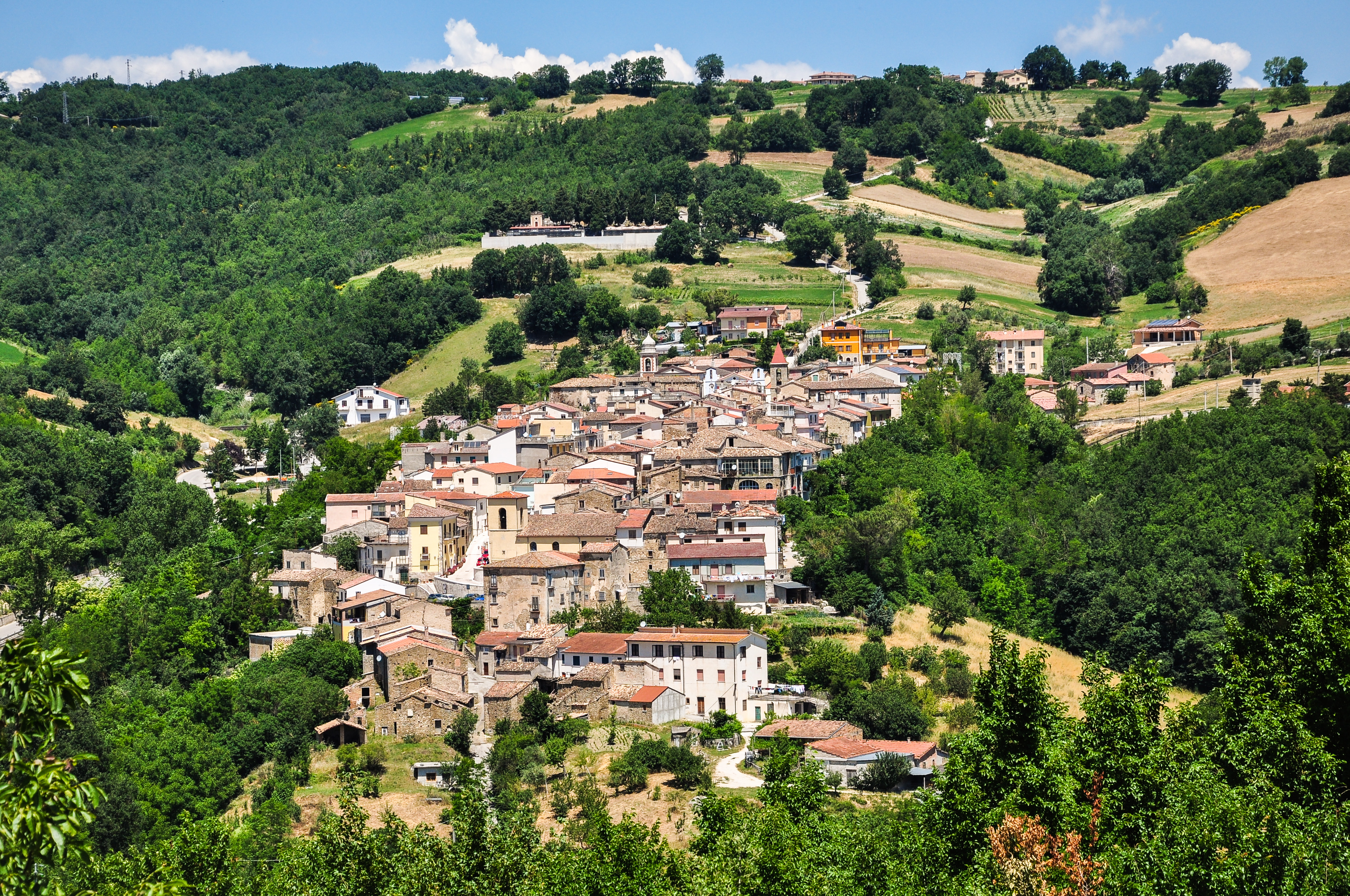
Spinete

Spinete ist eine italienische Gemeinde (comune) mit 1175 Einwohnern (Stand 31. Dezember 2023) in der Provinz Campobasso in der Region Molise. Die Gemeinde liegt etwa 14,5 Kilometer westsüdwestlich von Campobasso und grenzt an die Provinz Isernia. Am östlichen Rand der Gemeinde fließt der Biferno.

## Verkehr
Entlang des Biferno verläuft die Strada Statale 647 Fondo Valle Biferno von Boiano nach Guglionesi.